# Шурыгина, Евгения Исаевна
Евгения Исаевна Шурыгина, урождённая Жизель Купез (фр. Gisele Coupez; 14 февраля 1922, Кале — 2 мая 2002, Самара) — участница французского Сопротивления в годы Второй мировой войны, переехавшая в 1945 году в СССР со своим мужем советским офицером Михаилом Шурыгиным и оставшаяся жить в Самарской области. Проработала более 30 лет в совхозе, в 1998 году впервые посетила Францию с момента отъезда в СССР.

## Биография

### Ранние годы. Война
Жизель Купез родилась 14 февраля 1922 года в родовом поместье Аппа-ла-мин города Кале, Франция. Отец — шахтёр, мать занималась домашним хозяйством и фермерством. Отца не стало в 1936 году: перед смертью он уверял свою дочь, что она должна посетить СССР. Училась в медицинском колледже, который успешно окончила.
Во время Второй мировой войны Жизель познакомилась с партизаном Андре Кинелем, в которого влюбилась и хотела выйти замуж, однако мать не давала благословения на брак, считая Андре слишком бедным. По поручению руководства Андре вскоре уехал на задание, при выполнении которого был тяжело ранен и отправлен на лечение в госпиталь около Парижа. Жизель отправилась поездом в Париж вместе с тремя сёстрами, пытаясь отыскать возлюбленного, однако по приезде в столицу потеряла сестёр, оставшись одна в незнакомом городе. Оттуда она выбралась в Тулузу, где находилась биржа труда, а затем переехала на юго-запад к Пиренеям, где подрабатывала у старой маркизы. Из-за тяжёлой болезни матери она вернулась домой, так и не найдя возлюбленного.
В августе 1944 года она познакомилась с лейтенантом РККА Михаилом Шурыгиным, который попал в плен во время сражения у Соловьёвской переправы и содержался в лагере военнопленных, но сумел оттуда бежать и присоединиться к французским партизанам. Лагерь находился недалеко от дома Жизель: в нём содержались русские, польские и французские пленные солдаты (в том числе из французских колониальных войск). Считается, что побег помогла организовать именно Жизель, предоставившая группе беглецов (в том числе Шурыгину) свой дом в качестве приюта: она же помогла им освоить французский. Вскоре Жизель вступила во партизанское движение, занявшись перевозкой динамита в Кале (иногда на велосипеде она перевозила до 10 кг взрывчатки). Хотя семья ненавидела немцев, оставаться в родном доме для Жизель было небезопасно: она переехала на окраину города к тётке вместе с группой беглецов, а затем уехала в Париж вместе с Щурыгиным.
Вскоре Жизель осознала, что была беременна от Михаила, и решила оставить ребёнка. 8 мая 1945 года в одном из парижских домов она родила дочь, которая получила имя Виктория, но позже всю жизнь носила русское имя Екатерина. После родов Жизель встретилась со своим бывшим возлюбленным Андре Кинелем, который пытался уговорить девушку вернуться, но она не решилась бросать ребёнка и отказала Андре. В августе 1945 года Михаил и Жизель зарегистрировали брак.

### Переезд в Советский Союз
В 1945 году Жизель переехала к мужу на родину в Сызрань вместе с дочерью Катей: в доме Михаила считали погибшим в бою. Поначалу родственники Михаила презрительно относились к француженке, а сама она пережила культурный шок, поскольку никогда не была знакома с деревенским бытом. Неоднократно Жизель писала родным письма, однако её считали во Франции погибшей в связи с тем, что в Аппа-ла-мин пришла официальная бумага о подрыве поезда, в котором следовала Жизель Купез, и гибели девушки. Через год Жизель переехала с мужем в Куйбышевскую область, в совхоз «Рубёжное». А вскоре Михаил был арестован по обвинению в краже из амбара двух мешков с зерном. Жизель ездила к мужу в Саратовскую область в колонию на встречи, а затем узнала, что он стал встречаться с надзирательницей Александрой и после освобождения порвал связи с Евгенией, создав другую семью с ветеринарным врачом Валентиной. От суда за двоежёнство его спас брат жены, работавший следователем Саратовской прокуратуры. У Жизель от Михаила родился ещё один ребёнок, который умер вскоре после рождения.
Евгения пыталась вернуться во Францию, но по советским законам она должна была оставить дочь в России, на что не была готова пойти. Ей предлагали работать в Москве переводчицей, но сдать ребёнка в интернат, на что Евгения тоже не согласилась. В 1947 году она стала работницей совхоза и получила советский паспорт на имя Евгении Исаевны Шурыгиной — Евгенией её прозвали односельчанки. Они же помогли Евгении привыкнуть к новым реалиям, поскольку иностранку часто оскорбляли молодые люди. Она работала на ферме телятницей, скотницей, уборщицей и даже подсобной рабочей на стройке. Выезжала в Куйбышев по делам, где приобретала французские газеты (чаще всего газету Французской коммунистической партии L’Humanité) и откуда даже привозила пиво для детей и внуков. Вскоре она познакомилась с солдатом по имени Виктор, который был женат и воспитывал троих детей: от Виктора у неё в 1957 году родился сын Сергей (Екатерине было 12 лет). Виктор предлагал ей уехать в Сибирь, но Евгения не могла оставить детей. Отработав 31 год в совхозе, она вышла на пенсию.

### Популярность на телевидении
В 1986 году Андрей Волков снял сюжет для Куйбышевской студии телевидения о Жизель Купез. В 1996 году журналист ГТРК «Самара» Ольга Христенко сняла первый репортаж для программы «Моя губерния» регионального телевидения, который попал летом на РТР. Видеоматериал попал в посольство Франции в России и вскоре появился на французском телеканале TF1. В 1998 году в эфир российского телевидения снова попали сюжеты о француженке, живущей более полувека в Самарской области — они были показаны на телеканалах ОРТ (программа «Взгляд») и РТР (программа «Вести»). Из Франции откликнулись выжившие родственники Жизель, среди которых были брат Пласид и сестра Ивет, считавшие Жизель погибшей. Они встретились с Жизель-Евгенией, а в декабре 1998 года она прибыла в посольство Франции в Москве на торжественный приём к послу. В том же месяце она приехала в Париж, где встретилась с сёстрами, братом и племянниками и даже дала пресс-конференцию. Несмотря на предложения вернуться в Париж в семейный дом и получить свою семейную долю, Евгения Исаевна отказалась возвращаться на родину и предпочла остаться в Самаре, хотя высказывала потом желание снова побывать во Франции.
В 2001 году Чрезвычайный и полномочный посол Франции в России Клод Бланшмезон встретился с Жизель-Евгенией и пообещал ей обеспечить пенсию от французского правительства, поскольку у самой Евгении Исаевны не было даже российского ветеранского удостоверения. В том же году президент Франции Жак Ширак и его супруга встретились с Жизель, пообещав ей серию льгот, среди которых были оформление гражданства, признание участницей Французского Сопротивления и орден Почётного легиона. Хотя поступали сообщения, что Жизель получила заветную награду, в действительности этого так и не случилось — Купез получила только дополнительную французскую пенсию, эквивалентную 6 тысячам рублей.
Жизель Купез (она же Евгения Исаевна Шурыгина) скончалась 2 мая 2002 года в возрасте 81 года. Похоронена на Рубёжном кладбище. Её пережили дочь Екатерина Михайловна, окончившая профессиональное училище по специальности «маляр» (ныне пенсионерка) и правнуки — Евгения и Роман Богдашкины, внуки Екатерины Михайловны, которые проживают в Самаре. Сергей Викторович, сын Евгении от второго брака, работал электриком, но после падения со столба и переломов заработал межпозвоночную грыжу и паралич ног, а в возрасте 45 лет умер от последствий травм и злоупотребления алкоголем. Правнучка Евгения воспитывает двоих маленьких детей.

## Награды
Согласно сохранившимся фотографиям, у Жизель Купез было четыре награды: медали 30-летия, 40-летия и 50-летия Победы в Великой Отечественной войне и знак «Победитель социалистического соревнования». Встречаются ошибочные публикации, что у Жизель также было звание Героя Социалистического Труда — в действительности Жизель называлась в прессе «ударницей социалистического труда».

## Память
- История Жизель Купез была экранизирована в 2011 году в фильме «Я дождусь» Ивана Соловова[13], показанном на российском телеканале «Россия-1»[4][13]. Идею съёмок предложила Галина Волчек. Роль главной героини исполнила Джудит Дэвис[8]. Идею экранизации предлагали Никите Михалкову, Денису Евстигнееву и Павлу Лунгину, но никто из них не соглашался снять фильм[13]. Сама Екатерина Михайловна скептически отнеслась к экранизации, сказав, что передать историю Жизель полностью является невозможным; то же самое мнение высказала подруга Жизель Таисия Ельцова, поскольку часть событий в фильме не имела место в реальности[8].
- В Республиканском театре белорусской драматургии был поставлен спектакль «Три Жизели» Андрея Курейчика по мотивам истории: роль молодой Жизели сыграла Гражина Быкова[20].
- По мотивам истории Жизель Купез был снят телесериал «Тальянка» с главной героиней Джульеттой Каннаваро (роль исполнила Йоанна Моро) и лётчиком дальней авиации Степаном Вергиным (Андрей Мерзликин), первая серия вышла 29 февраля 2016 года на Первом канале[21].

## Комментарии
1. ↑  Встречается вариант имени Жизель Купез-Шурыгина (фр. Gisele Coupez-Choureguine)[1] и вариант написания фамилии Купэс[2]
2. ↑  В других источниках в качестве года рождения указывается 1912 год[4]
3. ↑  По некоторым данным — лётчиком[2]